# Shut Up (canção de Black Eyed Peas)
"Shut Up" é uma canção do grupo norte-americano de hip hop, Black Eyed Peas. O single de 2003 é o segundo do seu terceiro álbum, Elephunk (2003).

## Desempenho nas paradas

### Posições de pico
| Parada (2003/04)                               | Melhor posição |
| ---------------------------------------------- | -------------- |
| Austrália (ARIA)                               | 1              |
| Áustria (Ö3 Austria Top 75)                    | 1              |
| Bélgica (Ultratop 50 de Flandres)              | 1              |
| Bélgica (Ultratop 50 da Valônia)               | 1              |
| Canadá (Canadian Hot 100)                      | 1              |
| Dinamarca (Hitlisten)                          | 2              |
| Europa (Billboard European Hot 100 Singles)    | 1              |
| Finlândia (Suomen virallinen lista)            | 12             |
| França (SNEP)                                  | 1              |
| O campo songid é OBRIGATÓRIO PARA PARADA ALEMÃ | 1              |
| Hungria (Single Top 40)                        | 5              |
| Hungria (Dance Top 40)                         | 1              |
| Irlanda (IRMA)                                 | 1              |
| Itália (FIMI)                                  | 1              |
| Países Baixos (Single Top 100)                 | 3              |
| Nova Zelândia (Recorded Music NZ)              | 1              |
| Noruega (VG-lista)                             | 1              |
| Suécia (Sverigetopplistan)                     | 1              |
| Suíça (Schweizer Hitparade)                    | 1              |
| Reino Unido (UK Singles Chart)                 | 2              |

### Paradas de fim de décadas
| (2000–2009)          | Posição |
| -------------------- | ------- |
| German Singles Chart | 35      |

### Paradas de fim de ano
| Parada (2003)                    | Posição |
| -------------------------------- | ------- |
| Irish Singles Chart              | 18      |
| Parada (2004)                    | Posição |
| Australian Singles Chart         | 9       |
| Austrian Singles Chart           | 4       |
| Belgian (Flanders) Singles Chart | 19      |
| Belgian (Wallonia) Singles Chart | 6       |
| Dutch Top 40                     | 25      |
| French Singles Chart             | 6       |
| German Singles Chart             | 6       |
| Swiss Singles Chart              | 2       |

### Certifications
| País           | Certificação | Data                   | Certificado de vendas |
| -------------- | ------------ | ---------------------- | --------------------- |
| Austrália      | 2 x Platinum | 2004                   | 140,000               |
| Áustria        | Gold         | May 4, 2004            | 15,000                |
| Bélgica        | Platinum     | February 14, 2004      | 50,000                |
| França         | Gold         | November 17, 2004      | 250,000               |
| Alemanha       | Platinum     | 2004                   | 300,000               |
| Nova Zelândia  | Platinum     | March 21, 2004         | 15,000                |
| Noruega        | Platinum     | 2004                   | 10,000                |
| Suíça          | Platinum     | 2004                   | 30,000                |
| Reino Unido    | Silver       | 19 de dezembro de 2003 | 200,000               |
| Estados Unidos | Gold         | 19 de maio de 2005     | 500,000               |